# 철도척수
철도척수(Railway spine)는 19세기에 철도사고에 휘말린 승객들이 나타내던 외상후 증상에 대한 진단명이었다. 이 "병"에 대한 최초의 상세한 연구는 존 에릭 에릭센의 고전적인 책 On Railway and Other Injuries of the Nervous System에 실렸다. 그래서 에릭센병(Erichsen's disease)이라고도 불렸다.
철도척수는 19세기에 빈반하게 보고되었다. 당시 철도 객차들이 허술하고 승객에 대한 보호장구는 미비했기에 당연한 일이었다. 명백한 외상이 없는데 철도 충돌사고로 인해 다쳤다는 사람들이 다수 나타났다. 그러나 철도회사들은 이런 주장들을 거짓부렁으로 취급했다.
"철도척수"의 정체가 무엇인지는 19세기 후반에 뜨거운 논쟁의 대상이었다. 대표적으로 1886년 오스트리아 황립의사협회의 회합에서 독일의 선도적 신경학자 헤르만 오펜하임은 철도척수가 뇌나 철수에 발생한 물리적 손상 때문이라고 주장했다. 반면 장마르탱 샤르코, 허버트 페이지 등 프랑스와 영국 학자들은 히스테리설을 주장했다.

## 같이 보기
- 경추부염좌